# Circuito de Tênis Feminino de 1971
O Circuito de Tênis Feminino de 1971 consistiu de vários torneios de tênis femininos. Era composto por duas séries de eventos (circuitos e turnês ou "tours"); o Virginia Slims Circuit e o ILTF Pepsi Grand Prix, bem como eventos fora da turnê.

 Billie Jean King ganhou 17 títulos na temporada.

## Circuito Virginia Slims
Antes da criação deste circuito, havia uma desigualdade entre os prêmios em dinheiro para tenistas masculinos e femininos, o que deu origem a reclamações de várias das principais tenistas da época. Nove deles, incluindo Billie Jean King, tornaram-se mais tarde conhecidos como as "Original 9" depois de serem banidas dos então existentes eventos profissionais multigêneros organizados pela influente United States Lawn Tennis Association (USLTA) devido ao boicote delas ao "Pacific Southwest Championships". Isso resultou no primeiro evento patrocinado pela Virginia Slims sendo realizado em setembro de 1970 em Houston, um evento que lançou as bases para o estabelecimento do Virginia Slims Circuit anual no ano seguinte. Em 1971, o total de prêmios em dinheiro disponível nos eventos Virginia Slims foi de US$ 309.100 e Billie Jean King se tornou a primeira atleta feminina da história a ganhar mais de US$ 100.000 em uma temporada.

## Títulos por país
| Legenda                |
| ---------------------- |
| Torneios Grand Slam    |
| Eventos Virginia Slims |

| Total | País                 | S | D | DM | S  | D  | S  | D  | DM |
| ----- | -------------------- | - | - | -- | -- | -- | -- | -- | -- |
| 30    | Estados Unidos (USA) | 1 | 2 | 2  | 14 | 11 | 15 | 13 | 2  |
| 10    | França (FRA)         | 0 | 1 | 1  | 2  | 6  | 2  | 7  | 1  |
| 9     | Austrália (AUS)      | 3 | 2 | 0  | 1  | 3  | 4  | 5  | 0  |
| 7     | Grã-Bretanha (GBR)   | 0 | 0 | 0  | 2  | 5  | 2  | 5  | 0  |